# Paolo Magelli
Paolo Magelli (Prato, 3 de març de 1947) és un director de teatre italià. Del 2010 al 2015 va ser director general del Teatro Metastasio Stabile della Toscana a Prato.
Magelli ha creat més de 150 espectacles a molts països. El 2014 va rebre el Premi del Festival MESS de Sarajevo, un dels premis de teatre europeus més importants, com a reconeixement a la seva trajectòria. Des dels anys 80, les seves nombroses direccions l'han convertit en una de les personalitats artístiques més controvertides i conegudes de la zona balcànica. La seva influència es va estendre llavors a escenaris d'Europa i Amèrica Llatina.

## Biografia
Magelli va estudiar teatre i estudis eslaus. Encara no tenia vint anys, va començar la seva activitat de direcció al Teatro Studio de Prato, fundat l'any 1965 i dirigit per ell des de 1968. Allà va treballar, entre d'altres, amb Pamela Villoresi i Roberto Benigni. Poc després esdevingué ajudant de Giorgio Strehler, amb qui redactà els Manifests sobre la reforma del teatre toscà primer, i després de l'italià. Les visions formulades allà no trobaran realització, i els documents es guarden al Palazzo Medici Riccardi, seu del govern regional de la Toscana, i al Montecitorio.
El 1974 Magelli va començar a treballar a Belgrad, primer al Teatre Nacional, i poc després a l'Atelier 212. Rep nombrosos premis, com ara a Sarajevo, Zagreb, Ljubljana, Split, Skopje i Dubrovnik. Des de mitjans dels setanta va participar al Festival Internacional de Teatre BITEF, on coneix artistes encara desconeguts a Occident, com ara Robert Wilson, Pina Bausch, Lucian Pintilie, Antoine Vitez, però també vells coneguts com Julian Beck, Judith Malina, Peter Zadek i Benno Besson.
La peça Hotel Bellevue de Horváth s'interpreta com a part de les Setmanes de Viena (Wiener Festwochen) i després va de gira per Europa. Un altre gran èxit europeu va ser la direcció de La avina d'Anton Txèkhov amb el llavors molt jove Miki Manojlovič al paper principal.
A París, després d'haver creat un espectacle juntament amb l'Atelier 2012, va muntar I giganti della Montagna de Luigi Pirandello. Més tard va ser convidat per Emmanuel de Vericourt al Téâtre de l'Est Parisienne (avui Téâtre de la Colline) i en aquella ocasió va aprofundir la seva amistat amb Benno Besson. Els anys següents va continuar la seva activitat com a actor i director a França, i alhora també a Iugoslàvia.
El 1985 es va traslladar a Zagreb. Després a Croàcia treballa en l'anomenada "Trilogia de la guerra", a partir de les obres d'Eurípides. A Croàcia Magelli es relaciona amb el tema del nacionalisme i el 1987 desenvolupa l'espectacle Nazione a través d'una reelaboració de quatre obres del dramaturg alemany Carl Sternheim Le mutande, Lo snob, 1913, El fòssil  L'espectacle va durar més de set hores i es va representar al Teatre ZKM, on Magelli havia esdevingut director artístic. Amb aquesta peça el director va abordar la problemàtica del nacionalisme i la guerra i va provocar els cercles intel·lectuals i polítics de Iugoslàvia, mentre es larvava guerra civil. Fins i tot abans Magelli havia creat l'espectacle "Le folli giorni" reunint Les noces de Figaro de Beaumarchais i El Divorzio di Figaro d'Horváth: aquesta obra va profetitzar el col·lapse de el règim comunista i va despertar innombrables polèmiques.
A partir de 1989 Magelli va començar a treballar permanentment a Wuppertal. Aquí, sota la direcció d'Holk Freytag, va romandre fins al 1997 i va crear una quinzena d'espectacles. A més, en aquest teatre va tenir l'oportunitat de retrobar-se amb Pina Bausch.
Alhora va advocar contra el règim nacionalista de Franjo Tuđman i va signar un document a favor de Bòsnia i pels drets dels serbis a Croàcia. Es va unir a diferents organitzacions humanitàries oposades al règim. Des del 1992 se li ha impedit treballar a Croàcia. Tanmateix, va dirigir produccions a Alemanya, Suïssa i Bèlgica. El 1995 va decidir tornar a escenificar-lo a Zagreb, en oberta oposició al règim del qual havia rebut la prohibició. Al vestíbul mig destruït del Teatre Gavella va treballar en la posada en escena d'El jardí dels cirerers de Txékhov, finançant-se de manera independent. L'espectacle va ser un triomf.
L'any 2000, en l'aniversari de les croades, Magelli va treballar al Teatre Nacional de Palestina a Ramallah i als teatres israelians d'Akko i Haifa. Aquestes van ser les últimes ocasions de col·laboració entre actors palestins i israelians, abans de l'inici de la segona Intifada entre els dos països. Goran Bregović amb la seva orquestra va participar en el projecte.
A Rennes Magelli va crear l'espectacle L'utopia affatica le lumache, també actuant-hi, i va tenir molt d'èxit. El 2003 es va traslladar de Viena a Dresden on va treballar fins al 2009 a l'Staatschauspiel.
El juny de 2010, després de ser convidat a la càtedra de Professor Extraordinari de la Universitat d'Arts Escèniques de Zagreb, Magelli es va convertir en director general del Teatro Metastasio Stabile de Toscana, càrrec que ocuparà fins al 2015. A més, des del 2010 és col·laborant amb el Teatre de Dortmund. Aquí va fer el 2011 Leonce und Lena i el 2015 Elektra d'Alexander Kerlin.
L'any 2014 va rebre el gran reconeixement del Premi MESS Sarajevo, anteriorment guanyat per personalitats com Frank Kostorf, Susan Sontag, Bibi Anderson i Peter Schumann.